# Sällskapet Länkarna

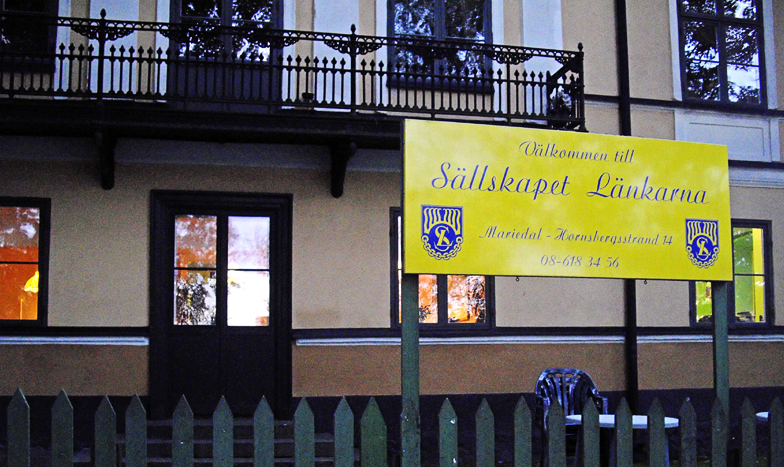
Sällskapet Länkarnas lokal i Mariedal på Kungsholmen i Stockholm.

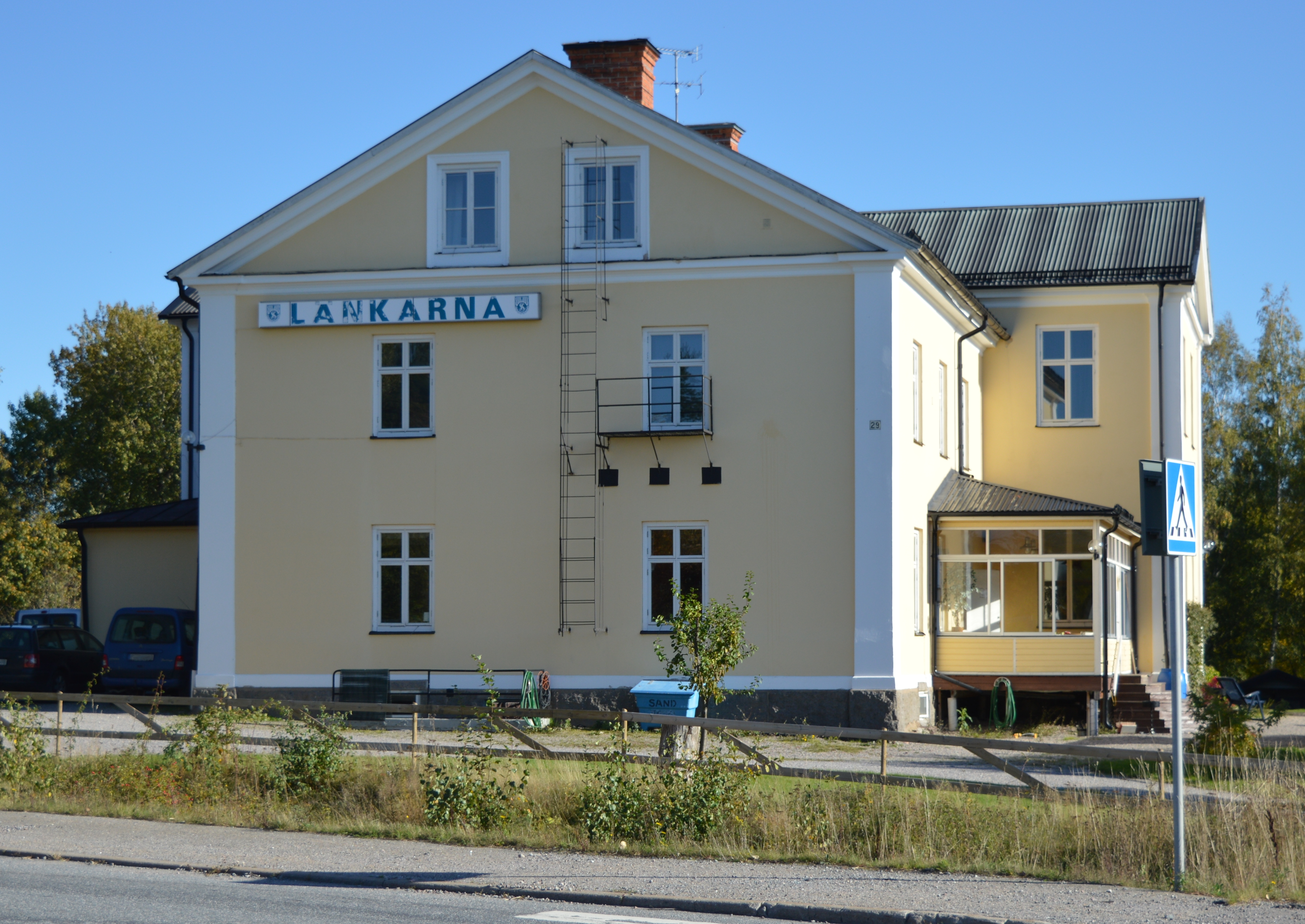
Länkarnas lokal i en tidigare skola i Roxnäs, Torshälla.

Sällskapet Länkarna är en nykterhets- och kamratstödjarorganisation inom länkrörelsen.

## Historia
1938 inleddes en självhjälpsverksamhet vid Nora Herrgård med målsättning att, på kristen grund, hjälpa alkoholister att uppnå en nykter livsstil. Initiativtagare var nykterhetsinspektör Axel Sällqvist och rektor Rikard Fris. 
Oxfordgrupprörelsens program låg till för behandlingen. Det kristna budskapet var påtagligt och många som blev nyktra kom samtidigt till personlig kristen tro. En av dessa var Gustav Sandström, som efter framgångsrik behandling på Nora Herrgård, blev mycket aktiv i självhjälpsgrupperna. Teamet på Nora Herrgård åkte runt på alkoholistanstalter, berättade om sig själv och den behandling som gett dem nykterhet.
Den 30 januari 1945 samlades följande åtta personer i Sällqvists hem: Axel Sällqvist själv, polismannen J G Andersson, professorn Henrik Edenholm, köpmannen Gustav Holgersson, mäklaren Fritz Löfström, fabrikören J V Ruthberg, kontrollören Gustav Sandström och lantmätaren Josef Woldt. Dessa beslutades att bilda en sammanslutning av alkoholister och att namnet skulle vara Sällskapet Länkarna. De sju sistnämnda blev grundarna, medan Axel Sällqvist var initiativtagare och hedersledamot.
1947 bildade Ernst Liljeqvist och Wilhelm Frank ett sällskap i Borås, under inspiration av Oxfordgrupprörelsen som Frank tillhörde. Samma år bildades även ett sällskap i Jönköping.
1948 antog rörelsen De Sju Punkterna som idégrund för rörelsen. Förslaget, som arbetats fram av Frank och Liljeqvist, har sedan dess aldrig ändrats.
Samma år bildades sällskap i Göteborg, Malmö och Norrköping och redan detta första år bröt sig några medlemmar ur Göteborgssällskapet och bildade Kamratföreningen Länken.